# ビル・フアン
ビル・フアン（Bill Hwang 朝鮮語:빌황、出世名：黄聖国もしくは黄星国 朝鮮語：황성국、ファン・ソングク Hwang Sung-kook 1964年-）は、韓国生まれのニューヨークで活動するファミリーオフィスの代表。アルケゴス・キャピタル・マネジメントの代表。アルケゴス・キャピタル・マネジメントはファミリーオフィスであるので、ヘッジファンドと違い情報公開の義務がない。

## 経歴
1964年に韓国で父親が牧師のキリスト教の家庭に生まれる。高校3年生の時にアメリカに移住し、カリフォルニア大学ロサンゼルス校を卒業後、カーネギーメロン大学でMBA（経営学修士）の学位を取得する。1990年に現代証券ニューヨーク支店に入社。1993年2月から1996年10月まで香港のプレグリン証券（Peregrine Investments Holdings）アメリカ法人で株式ブローカーを経て、1996年にジュリアン・ロバートソンのタイガー・ファンドに入社する。2000年にタイガーファンドは解散するが、2001年にタイガー・アジア・マネージメントを設立。1600万ドルの資産を2002年に1億4000万ドルまで増やす。2007年のサブプライム危機では資金の40%を失う。2008年から2009年にかけて機密情報を元に中国銀行と中国建設銀行の株を売り1670万ドルの利益を得たとしてインサイダー取引の容疑がかけられ、2012年にSECと4400万ドルの罰金およびブローカー、ディーラー、投資アドバイザー、証券ディーラーなどの仕事に就くことを生涯禁止、ただし5年で再審査の権利あり、とすることで和解する。香港では2014年から4年間の株取引禁止処分になった。
2013年にSECとの処分に違反しないファミリーオフィスの形でニューヨーク拠点のアルケゴス・キャピタル・マネジメントを設立する。2021年3月末、保有していた約3兆円のポジションに対して追証が発生したと報じられ、取引先の野村ホールディングスやクレディ・スイス、ゴールドマンサックスなどはこの取引で回収不可能の場合は損失が発生する可能性があると報じられている。
カリフォルニア州パサデナにあるフラー神学大学理事会の一人を務める。
2022年4月27日に証券詐欺など11件の罪でニューヨーク連邦検察当局に起訴され、逮捕された。
2024年7月10日、マンハッタンの連邦地裁の陪審員はフアンに有罪評決を下した。

## 慈善活動
2006年にフアンが設立した恵みと慈悲財団（グレイス・アンド・マーシー財団、Grace and Mercy Foundation）は、5億ドルの資産を持つキリスト教系チャリティー団体である。ニューヨークが本部でソウルと東京に支部が設立されている。